# Eucalyptus conferruminata
Eucalyptus conferruminata, marlock de la Isla Bald, es una especie de eucalipto perteneciente a la familia de las mirtáceas.

## Descripción
Es un árbol pequeño o mallee con la corteza gris y gris blancuzca . Las hojas adultas son elípticas, de 9 x 2.5 cm, concolorosas, brillosas, verde claro. Las flores amarillo-verdosas aparecen desde finales de invierno a inicios de primavera.

## Distribución y hábitat
La distribución está limitada en el sur Australia Occidental, desde Bahía de los dos Pueblos al este más allá de Esperance, incluyendo las islas en el Archipiélago de La Recherche. Siempre costero con frecuencia en macizos de roca de granito.

## Taxonomía
Eucalyptus conica fue descrita por D.J.Carr & S.G.M.Carr y publicado en Australian Journal of Botany 28(5–6): 535–541, f. 2, 11, 17, 20, 27B, 28A, 30, 37 [map]. 1980.
Etimología
Eucalyptus: nombre genérico que proviene del griego antiguo: eû = "bien, justamente" y kalyptós = "cubierto, que recubre". En Eucalyptus L'Hér., los pétalos, soldados entre sí y a veces también con los sépalos, forman parte del opérculo, perfectamente ajustado al hipanto, que se desprende a la hora de la floración.
conica: epíteto latino que significa "cónica, con forma de cono".